# Filostrato (poema)
"Il Filostrato é um poema do escritor italiano Giovanni Boccaccio. É vagamente baseado em Le Roman de Troie, do poeta do século XII Benoît de Sainte-Maure. É um poema narrativo sobre um tema clássico escrito em ottava rima e dividido em oito cantos. O título, uma combinação de palavras gregas e latinas, pode ser traduzido aproximadamente como "prostrado pelo amor". O poema tem um enredo mitológico: narra o amor de Troilo, filho mais novo de Príamo de Troia, por Criseida, filha de Calcas.

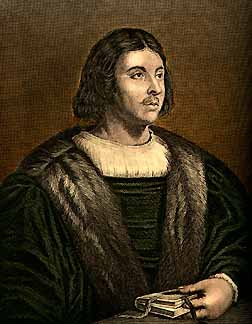
Il Filostrato

## Resumo da trama
Calcas, um profeta troiano, previu a queda da cidade e juntou-se aos gregos. Sua filha, Criseida, é protegida das piores consequências da deserção de seu pai apenas por Heitor.
Troilo vê os olhares apaixonados de outros jovens que participam de um festival no Palladium. Mas quase imediatamente ele vê uma jovem viúva de luto. Esta é a Criseida. Troilo se apaixona por ela, mas não vê nele sinais de sentimentos semelhantes, apesar de seus esforços para atrair a atenção ao se destacar nas batalhas antes de Troia.
O amigo próximo de Troilo, Pândaro, primo de Criseida, sente que algo o está perturbando. Ele chama Troilo, encontrando-o em lágrimas. Eventualmente, Pandarus descobre o motivo e concorda em agir como intermediário. Troilo, com a ajuda de Pandaro, acaba ganhando a mão de Criseida.
Durante uma trégua, Calcas convence os gregos a proporem uma troca de reféns: Criseida por Antenor. Quando os dois amantes se reencontram, Troilo sugere a fuga, mas Criseida argumenta que ele não deve abandonar Troia e que ela deve proteger sua honra. Em vez disso, ela promete encontrá-lo em dez dias.
O herói grego Diomedes, supervisionando a troca de reféns, vê os olhares de despedida dos dois amantes e adivinha a verdade. Mas ele se apaixona por Criseida e a seduz. Ela perde o encontro com Troilo, que sonha com um javali que reconhece como símbolo de Diomedes. Troilo interpreta corretamente o sonho como significando que Cressida mudou suas afeições para o grego. Mas Pândaro o convence de que esta é sua imaginação. Cressida, por sua vez, envia cartas que fingem um amor contínuo por Troilo.
Troilo tem seus temores confirmados quando seu irmão Dêífobo retorna à cidade com as roupas que arrebatou em batalha de Diomedes; na vestimenta está um fecho que pertenceu a Criseida.
Troilo, enfurecido, vai à batalha em busca de Diomedes, matando mil homens. Ele e Diomedes lutam muitas vezes, mas nunca conseguem se matar. Em vez disso, a vida de Troilo e seu sofrimento são encerrados por Aquiles.